# MMMBop (canção)
MMMBop é um single da banda Hanson lançada em 1997 pela Mercury Records. Essa canção está presente no álbum de estúdio Middle of Nowhere.